# Milan Peťovský
Mgr. Milan Peťovský (11. ledna 1931, Motešice, Československo – 19. září 2000, Modra, Slovensko) byl slovenský kameraman a filmový režisér, jeden z průkopníků slovenského animovaného filmu.
Studoval fotografii na ŠUP v Bratislavě a trikovou a televizní techniku na FAMU v Praze. Zpočátku se věnoval trikové kameře, později tvorbě animovaných filmů. Za své práce získal vícero mezinárodních ocenění. Působil i jako pedagog na Střední škole uměleckého průmyslu a na Vysoké škole výtvarných umění v Bratislavě. Byl členem Asociace Slovenských kameramanů a členem Svazu slovenských dramatických umělců.

## Filmová tvorba
- 1958 Šťastie príde v nedeľu, filmová komedie (asistent kamery)
- 1959 Prvák (trikové snímky)
- 1959 Skaly a ľudia, filmové drama (trikové snímky)
- 1961 Pieseň o sivom holubovi, filmová balada (trikové snímky)
- 1962 Pokorené rieky, filmový příběh (2. kamera)
- 1963 Výhybka, filmové drama (trikové snímky)
- 1966 Siedmy kontinent (trikové snímky)
- 1967 Pokazený koniec (režie), hudba: Ladislav Kupkovič
- 1968 Ikebana, animovaný film (režie), hudba: Ladislav Kupkovič
- 1968 O veľkej repe, animovaný film (režie), hudba: Ladislav Kupkovič
- 1969 Deň náš každodenný, dokumentární film (trikové snímky)
- 1969 Pes a jarabičky, Poľovnícke rozprávky, animovaný film (kamera a režie)
- 1970 Pes a lev, Poľovnícke rozprávky, animovaný film (kamera a režie)
- 1970 Pes a vlk, Poľovnícke rozprávky, animovaný film (kamera a režie)
- 1970 Pes a zajac, Poľovnícke rozprávky, animovaný film (kamera a režie)
- 1971 Pes a kačičky, Poľovnícke rozprávky, animovaný film (kamera a režie)
- 1971 Pes a medveď, Poľovnícke rozprávky, animovaný film (kamera a režie)
- 1971 Pes a pes, Poľovnícke rozprávky, animovaný film (kamera a režie)
- 1975 Fúkaj, Silák, Jeleniar (kamera), režie: Jaroslav Pogran
- 1977 Jablko, animovaný film (kamera a režie)
- 1977 Muška Svetluška, animovaný seriál (kamera spolu s Henrietou Peťovskou), námět: Rudo Moric, animace a režie: Marián Jaššo, hudba: Štěpán Koníček
- 1978 Narodeniny 2001 (režie spolu s Ivanem Popovičem)
- 1978 Trnky (kamera), režie: Vlastimil Herold
- 1979 Autíčka (kamera a režie)
- 1979 Minútky - Ach tie deti... (kamera a režie)
- 1981 Čo sa stalo Janíkovi na ceste, animovaný film, (kamera), režie: Viktor Kubal, hudba: Juraj Lexmann
- 1982 Múdre prasiatko (kamera), režie: František Jurišič
- 1982 Nápad (kamera a režie)
- 1982 Obyčajný príbeh (kamera), režie: Zlatica Vejchodská
- 1982 Výstava (kamera a režie)
- 1983 Figúrky a figuríny (kamera), režie: František Jurišič
- 1983 Medveď (kamera a režie)
- 1983 Meteorológ (kamera), režie: Viktor Kubal
- 1983 Nočná rozprávka (kamera), režie: František Jurišič
- 1983 Vynálezca (kamera), režie: Vlastimil Herold
- 1984 Boli tu ufóni (kamera), režie: Ivan Popovič
- 1984 Prečo Dunčo breše na mesiac (kamera), režie: Jaroslav Pogran
- 1984 Prvá trieda (kamera), režie: Rudolf Urc
- 1984 Telefón (kamera), režie: Július Hučko
- 1985 Kikirikí (kamera), režie: František Jurišič
- 1985 Mesto na Dunaji (kamera), režie: Rudolf Urc
- 1986 Domáca úloha (kamera), režie: František Jurišič
- 1986 Janko Hraško na chémii (kamera), režie: Viktor Kubal
- 1986 Prachy (kamera), režie: Jana Blechová
- 1987 Maľovanky – Leto (kamera), loutkový film, režie: Helena Slavíková-Rabarová
- 1987 Marcipánová komédia (kamera), režie: Viktor Kubal
- 1987 Kúzelník (kamera s Jurajem Galvánkem), režie: Gejza Kendy, František Jurišič
- 1988 F.T. na cestách, hudební film (animace)
- 1988 Letí, letí, tanier letí (kamera), režie: František Jurišič
- 1988 Maľovanky – spievanky – Jeseň (kamera), loutkový film, režie: Helena Slavíková-Rabarová, hudba: Svetozár Stračina
- 1988 Rozprávka z vreca (kamera), režie: František Jurišič
- 1989 Najmenší hrdinovia, série večerníčků pro děti (kamera), výtvarník: Koloman Leššo, režie: František Jurišič
- 1991 Hore-dole (kamera), režie: Miro Šindelka